# كمرة حشمت آباد (مقاطعة دلفان)
كمرة حشمت‌آباد (بالفارسية: کمره حشمت‌آباد) هي قرية تقع في Nurabad Rural District في إيران. يقدر عدد سكانها بـ 66 نسمة بحسب إحصاء 2016.